# Väike-Õismäe
Väike-Õismäe is een subdistrict of wijk (Estisch: asum) binnen het stadsdistrict Haabersti in Tallinn, de hoofdstad van Estland. De wijk telde 26.596 inwoners op 1 januari 2020. Het is daarmee na Mustamäe de wijk met het grootste aantal inwoners.

## Geschiedenis
De naam Väike-Õismäe betekent ‘Kleine bloesemheuvel’. Er is in het stadsdistrict Haabersti ook een wijk Õismäe, ‘Bloesemheuvel’. De wijken grenzen niet aan elkaar. Väike-Õismäe was eeuwenlang een vrijwel onbebouwd gebied, waar de inwoners van Tallinn zich verpoosden.

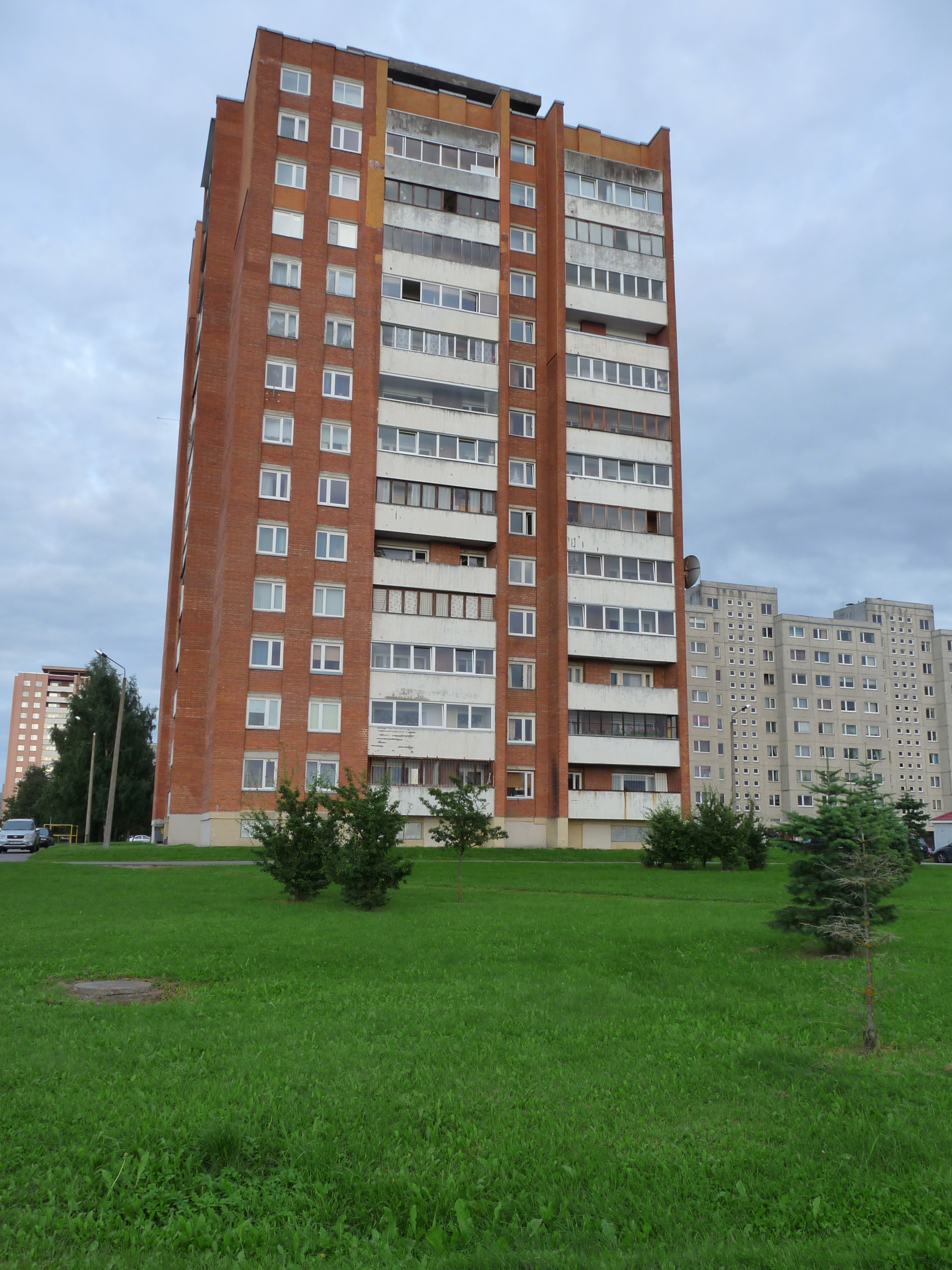
Hoogbouw aan de Järveotsa tee

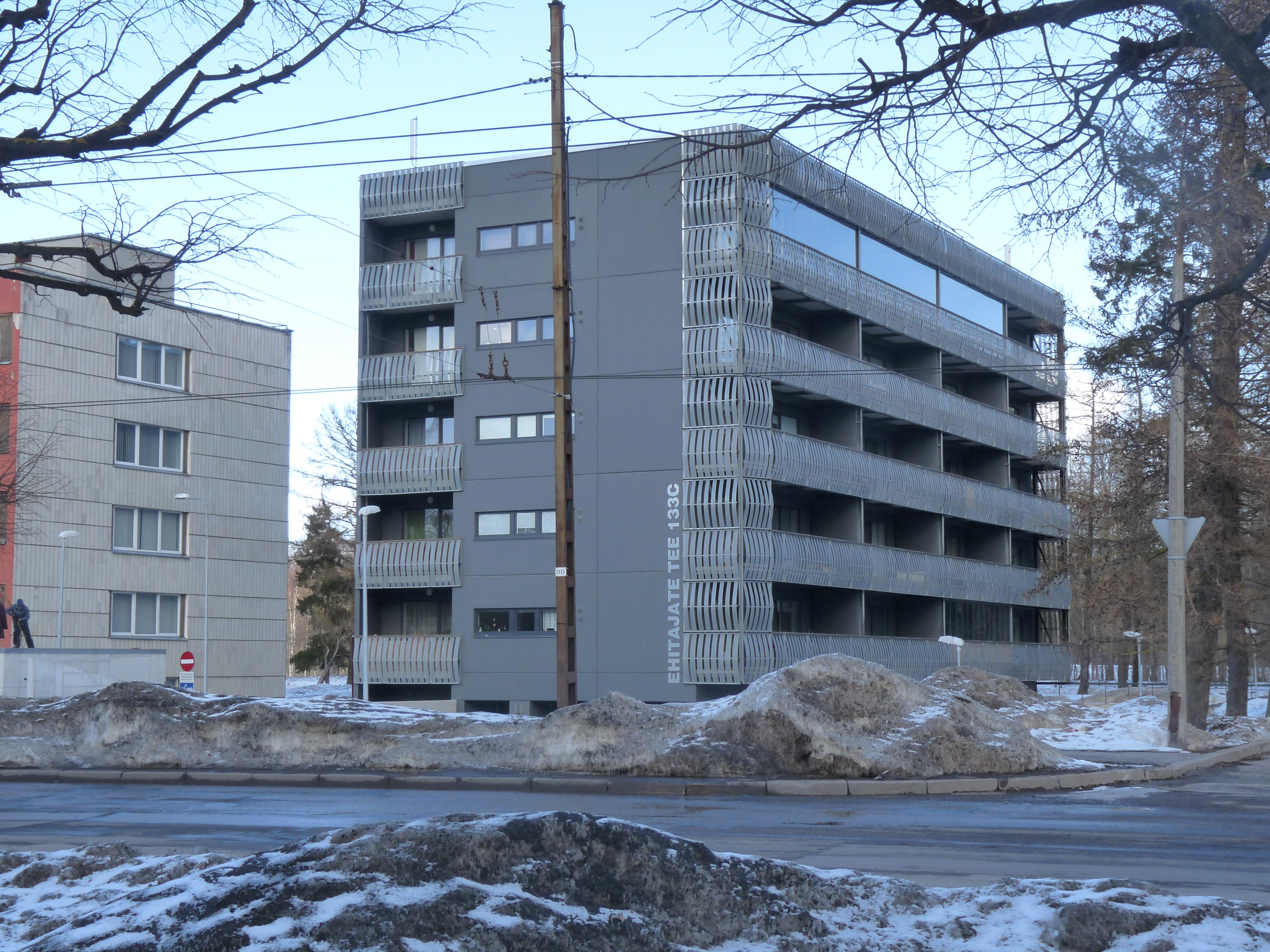
Flats aan de Ehitajate tee

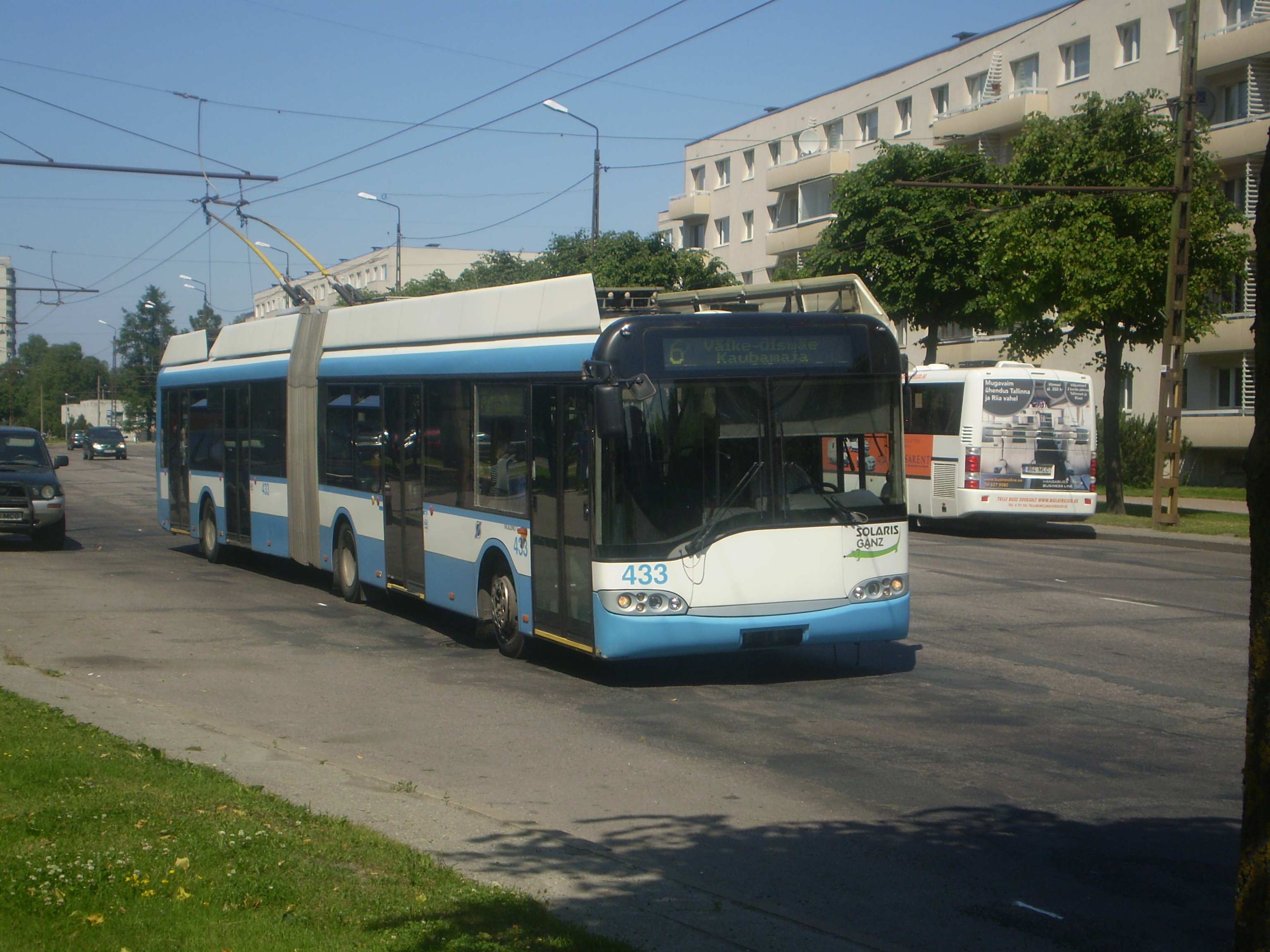
Een trolleybus van de (inmiddels opgeheven) lijn 6 in Väike-Õismäe

In 1968 werden de eerste plannen gemaakt om in Väike-Õismäe flats te bouwen. De plannen werden uitgevoerd in de jaren zeventig en tachtig van de 20e eeuw. Naast de stadsdistricten Mustamäe en Lasnamäe is Väike-Õismäe de derde slaapstad van Tallinn, met veel woningen, maar weinig bedrijvigheid.
Anders dan Mustamäe en Lasnamäe werd Väike-Õismäe echter niet volgens het principe van het microdistrict opgezet. De flatblokken (van vijf tot zestien verdiepingen) werden in cirkels neergezet rond een kunstmatig rond meer. Vanuit de lucht ziet Väike-Õismäe eruit als een bloeiende roos. Het ontwerp voor de wijk was van de hand van de Estische architecten Malle Meelak en Mart Port. Oorspronkelijk lag het in de bedoeling dat er 45.000 mensen zouden komen te wonen.
De laagste flats staan in de binnenste cirkels; de echte hoogbouw ligt aan de rand van de wijk. Een deel van de flats is uit baksteen opgetrokken, een ander deel is opgezet volgens het principe van de Plattenbau. Direct aan het meer liggen de scholen en de winkels. De binnenste cirkels worden hier en daar onderbroken door perkjes. Een van de cirkels is een ringweg, de Õismäe tee.
Sinds 1990 is een groot deel van de flats opgeknapt.

## Vervoer
De wijk wordt begrensd door drie grote wegen: de Paldiski maantee in het westen, de  Ehitajate tee in het noordoosten en de Järveotsa tee in het zuiden en het zuidoosten. Aan de overkant van de Paldiski maantee ligt de wijk Pikaliiva met het Harkumeer.
Väike-Õismäe is het beginpunt van een groot aantal buslijnen. Tot in 2016 hadden ook twee trolleybuslijnen, lijn 6 en lijn 7, hun beginpunt in de wijk. Dat zijn nu de buslijnen 42 en 43.